# Kiesimä kanal
Kiesimä kanal (fi. Kiesimän kanava) är kanal som förbinder sjöarna Kiesimäjärvi och Konnevesi i Norra Savolax. Kanalen är 460 meter lång, har en sluss och en höjdskillnad på 5,40–5,60 meter. Kanalen byggdes 1918–1927.